# Dhayet Bendhahoua
Dhayet Bendhahoua (în arabă ضاية بن ضحوة) este o comună din provincia Ghardaïa, Algeria.
Populația comunei este de 12.643 de locuitori (2008).